# Bystrická brázda
Bystrická brázda je geomorfologický podcelek Kysucké vrchoviny. Zabírá velkou část Bystrické doliny.

## Vymezení
Zabírá severní část Kysucké vrchoviny a kopíruje velkou část Bystrické doliny a řeky Bystrica, od Klubiny na západě po Vychylovku na východě. Severním směrem navazují Kysucké Beskydy s podcelkem Rača, západním a jižním směrem pokračuje pohoří podcelky Vojenné a na východě leží Oravské Beskydy a jejich podcelek Ošust. 

## Turismus
Územím vede silnice II / 520 z Krásna nad Kysucou do Lokca. Turisticky atraktivní je orloj v Staré Bystrici či Muzeum kysucké dědiny, jehož součástí je i úzkokolejná lesní železnice. Dolinou vede několik cyklostezek, mezi nimi Kysucká cyklomagistrála. 